# Richard Robarts
Richard Andrew Robarts (Essex, Inglaterra, 22 de setembro de 1944) foi um automobilista britânico de Fórmula 1 nascido na Inglaterra que participou dos Grandes Prêmios: da Argentina, Brasil, África do Sul e Suécia de Fórmula 1 em 1974.